# Виноградовка (Тарутинский район)

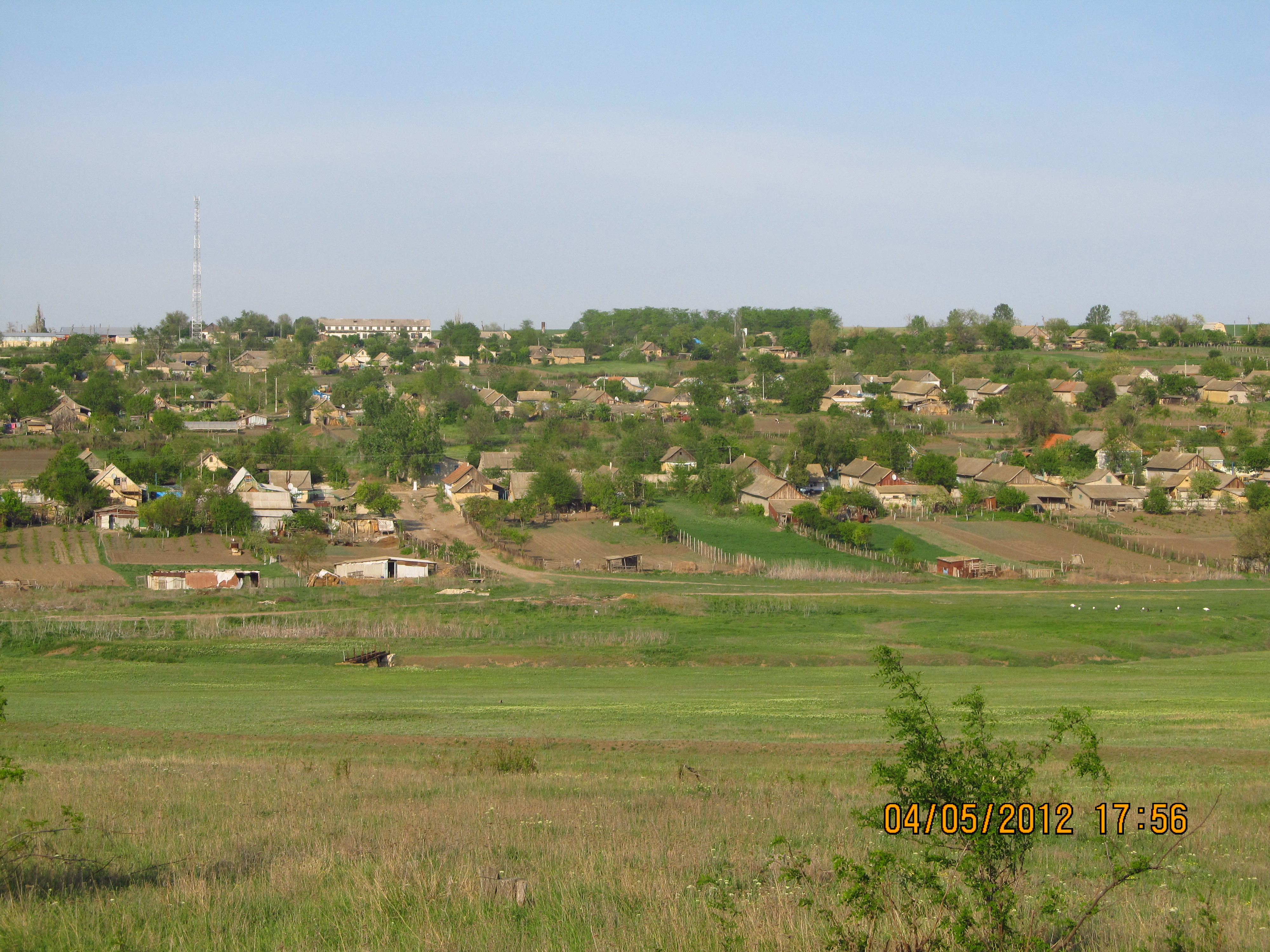
Виноградовка

Виногра́довка (болг. Виноградовка, укр. Виноградівка, рум. Ciuleni) — село в бывшем Тарутинском районе Одесской области Украины, центр Виноградовского сельского совета.
День села 21 сентября, фестиваль проводится в конце августа. Население составляет 1629 человек, в основном болгарской национальности (98 %), а также украинцы, русские, гагаузы и т. д.

## История
Село Виноградовка было основано в 1830 году болгарскими поселенцами. В связи с тяжелым положением Болгарии в начале XIX века, из села Чумлекиой (ныне Ботево Ямболской области), переехало и поселилось 90 болгарских семейств, которые основали здесь колонию.
На 1848 год колония Чумлекиой относилась к Нижне-Буджакскому округу Бессарабской области. Вместо церкви деревянная часовня; 115 домов в том числе 111 болгарских семейств (696 человек).
По данным 9-й ревизии податного населения 1850 года в колонии проживало 96 семей, число жителей 462 мужского и 408 женского пола.
Село входило в состав Ивановско-Болгарской волости Аккерманского уезда Бессарабской губернии.
В период румынского владения 1918—1940 гг. коммуна Чулень относилась к пласа Тарутино уезда (жудец) Четатя Албэ.
В 1945 г. Указом ПВС УССР село Чумлекиой переименовано в Виноградовку.

## Месторасположение
Село Виноградовка расположено в 12 км от районного центра, в 20 км от железнодорожной станции Березино и в 224 км от г. Одесса. Дворов — 584, жителей — 1629 человек (по переписи 2001 года).

## Национальный состав
Согласно переписи населения Румынии 1930 года, число жителей с. Чулень (рум. Ciuleni) — 2769. Распределение по национальности: болгары — 2734 (98,74 %), цыгане — 18 (0,65 %), румыны- 8 (0,29 %), русские — 5 (0,18 %), немцы- 4 (0,14 %).
По данным на 1969 год население составляло 2330 человек.
По данным переписи населения Украины 2001 года, национальный состав с. Виноградовка по принципу родного языка: болгарский (89,07 %), украинский (4,85 %), русский (2,52 %), молдавский (1,90 %), гагаузский (1,53 %) и цыганский (0,06 %).

## Достопримечательности
- Свято-Николаевская церковь 1864 года постройки
- Памятник-обелиск в честь 100-летия основания села и воинам-односельчанам, погибшим во время Первой мировой войны 1930 года постройки.

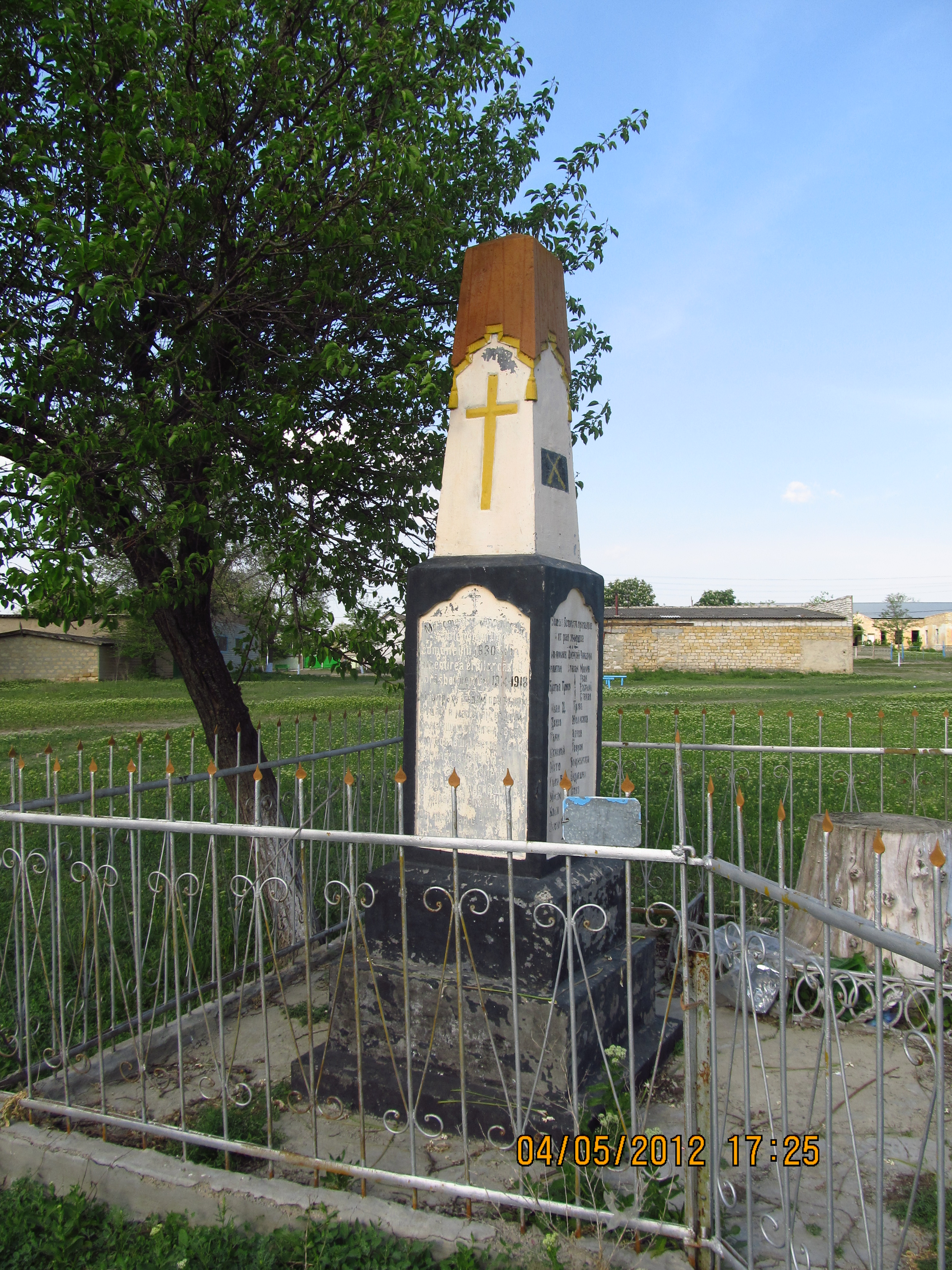